# Блувотер (Аризона)
Блувотер (енгл. Bluewater) насељено је место без административног статуса у америчкој савезној држави Аризона.

## Демографија
По попису из 2010. године број становника је 725, што је 5 (-0,7%) становника мање него 2000. године.
| Група             | 2000.       | 2010.       |
| Белци             | 546 (74,8%) | 526 (72,6%) |
| Афроамериканци    | 0 (0,0%)    | 2 (0,3%)    |
| Азијати           | 2 (0,3%)    | 10 (1,4%)   |
| Хиспаноамериканци | 111 (15,2%) | 110 (15,2%) |
| Укупно            | 730         | 725         |